# American Communist Party
Die American Communist Party (ACP; deutsch Amerikanische Kommunistische Partei) ist eine politische Partei in den Vereinigten Staaten von Amerika und Kanada, die 2024 gegründet wurde. Der Influencer Jackson Hinkle ist Vorstandsmitglied der ACP.
Die ACP bekennt sich offiziell zum Marxismus-Leninismus und strebt eine Synthese marxistischer Theorien innerhalb des amerikanischen Kontextes an. Sie bezieht sich positiv auf kommunistische Theoretiker wie Karl Marx, Lenin, Stalin und Mao Zedong.

## Positionen
Die American Communist Party lehnt den Kapitalismus ab und verfolgt eine kommunistische Politik mit dem Ziel der Errichtung einer sozialistischen Gesellschaft. Sie setzt sich für die Enteignung großer Unternehmen, die Verstaatlichung zentraler Wirtschaftssektoren und die Abschaffung des Finanzkapitals ein. Die Partei setzt sich für eine tiefgreifende Land- und Wohnungsreform ein. Spekulationen mit Grundstücken und Immobilien sollen unterbunden und große Immobilienunternehmen verstaatlicht werden. Die ACP fordert einen umfassenden Schuldenerlass, bei dem sowohl private als auch öffentliche Schulden annulliert werden. Das Finanzsystem soll reformiert werden, indem die Federal Reserve abgeschafft und durch eine staatlich kontrollierte Nationalbank ersetzt wird. Die Partei fordert eine Zentralverwaltungswirtschaft, die den Bedürfnissen der Arbeiterklasse dient. Das Recht auf Arbeit, existenzsichernde Löhne, Wohnraum, Gesundheitsversorgung, Kinderbetreuung und Bildung sollen in der Verfassung verankert werden.
Zudem tritt die ACP für eine radikale Reform des politischen Systems der USA ein, einschließlich der Überwindung des Zweiparteiensystems und des Senats, der Neugestaltung des Wahlsystems und der Schaffung einer einheitlichen Zivilgesetzgebung und Volksregierung. Die ACP setzt sich für eine nationale Kulturpolitik ein, die eine einheitliche amerikanische Identität jenseits ethnischer und sozialer Spaltungen fördert. Zur Bekämpfung von Kriminalität und Drogenhandel sollen kriminelle Netzwerke zerschlagen und die Sexindustrie vollständig abgeschafft werden. Die Partei fordert die Auflösung der NATO, die Beendigung aller militärischen Interventionen der USA und die Neuausrichtung der amerikanischen Außenpolitik auf friedliche wirtschaftliche Zusammenarbeit. Das Militär soll umstrukturiert und in eine öffentliche Arbeits- und Dienstleistungsarmee umgewandelt werden, die sich auf Infrastrukturprojekte konzentriert. Zudem sollen Geheimdienste wie die CIA und NSA abgeschafft werden. Die Einwanderungspolitik soll durch bilaterale Vereinbarungen geregelt werden.
Auf ihrer Website werden die USA und Kanada als ein Staat aufgeführt und der Generalsekretär der ACP hat wiederholt die Annexion Kanadas durch die USA gefordert.